# فرانتیشک کرالیک
فرانتیشک کرالیک (چکی: František Králík; ۱۲ آوریل ۱۹۴۲ – ۷ سپتامبر ۱۹۷۴) بازیکن هندبال اهل چکسلواکی بود.